# Lijst van Urkers
Dit is een lijst van Urkers. Het gaat om personen geboren of woonachtig in Urk met een artikel op de Nederlandstalige Wikipedia.

## Geboren op Urk
- Appie Baantjer (1923-2010), politieman en schrijver van detectives
- Pieter Hoekman (1917-1943), Engelandvaarder
- Francisca Kramer (1971), schrijver, journalist
- Willemijn de Munnik (1996), zangeres (Willemijn van Urk)
- Geert Nentjes (1998), darter
- Jan Ras (1999), voetballer
- Bart van Schaik (1999), basketballer
- Jacob Schenk (1973),  dirigent, organist, pianist en arrangeur
- Johan van Slooten (1968), muziekjournalist, schrijver en radiomaker
- Klaas van Urk (1958), amateurhistoricus
- Jaap Verkerk (1940-2015), oud-burgemeester
- Ben Visser (1981), oud-wethouder van Urk, burgemeester van Scherpenzeel (jongste van Nederland)
- Dub de Vries (1943), organist
- Geke van der sloot (1964), zangeres, zangpedagoge en koordirigent

Alkmaar · 
Almelo ·
Almere · 
Alphen-Chaam · 
Alphen aan den Rijn ·
Amersfoort · 
Amstelveen · 
Amsterdam · 
Apeldoorn · 
Arnhem · 
Assen ·
Baarn · 
Bergen op Zoom · 
Bilthoven · 
Bolsward · 
Boxtel · 
Breda · 
Bredevoort · 
Brunssum · 
Bussum · 
Delft ·
Den Haag ·
Den Helder · 
Deurne · 
Deventer · 
Doetinchem ·
Dokkum · 
Dordrecht · 
Drachten · 
Ede · 
Eindhoven · 
Emmen · 
Enschede · 
Franeker · 
Geleen · 
Gouda · 
Groenlo ·
Groningen · 
Haarlem · 
Harlingen ·  
Heemstede · 
Heerenveen · 
Heerlen · 
Helmond · 
Hengelo · 
's-Hertogenbosch · 
Hilversum · 
Hoogeveen · 
Hoorn · 
Horst ·
Kampen · 
Kerkrade · 
Leerdam · 
Leeuwarden · 
Leiden · 
Lelystad · 
Maastricht · 
Meppel ·  
Middelburg  ·
Nijkerk · 
Nijmegen · 
Oldenzaal · 
Ommen · 
Oss · 
Rijswijk (Zuid-Holland) · 
Roosendaal · 
Rotterdam · 
Schiedam · 
Sittard · 
Sittard-Geleen · 
Sneek · 
Soest · 
Stadskanaal · 
Tegelen · 
Tiel · 
Tilburg · 
Urk · 
Utrecht · 
Veenendaal · 
Veghel · 
Venlo · 
Venray · 
Vlaardingen · 
Vlissingen · 
Wageningen · 
Warnsveld · 
Weert · 
Winschoten · 
Woerden · 
Zeist · 
Zierikzee · 
Zoetermeer · 
Zutphen · 
Zwolle